# Graafschap Lohra
Lohra was een tot de Opper-Saksische Kreits behorend graafschap, ook heerlijkheid binnen het Heilige Roomse Rijk
De burcht Lohra ligt in Großlohra, gemeente Friedrichslohra.
In 1116 wordt een Berengar van Lohra vermeld. Omstreeks 1220 waren de graven van Beichlingen in het bezit van de burcht. tegen het eind van de dertiende eeuw komt probeerde het graafschap Hohnstein zijn invloed hier uit te breiden. In het begin van de veertiende eeuw verwierven ze Bleicherode en omstreeks 1440 ook Lohra.
Lohra werd de residentie van de graven van Hohnstein en bleef dat tot het uitsterven van het geslacht in 1593.
In de vijftiende eeuw werd Lohra als leen opgedragen aan het keurvorstendom Saksen. Bij een ruil kwam de leenherschappij aan het prinsbisdom Halberstadt.
In 1593 stierven de graven van Hohnstein uit. Lohra en Klettenberg waren het belangrijkste onderdeel van het graafschap Hohnstein en vielen aan het prinsbisdom Halberstadt.

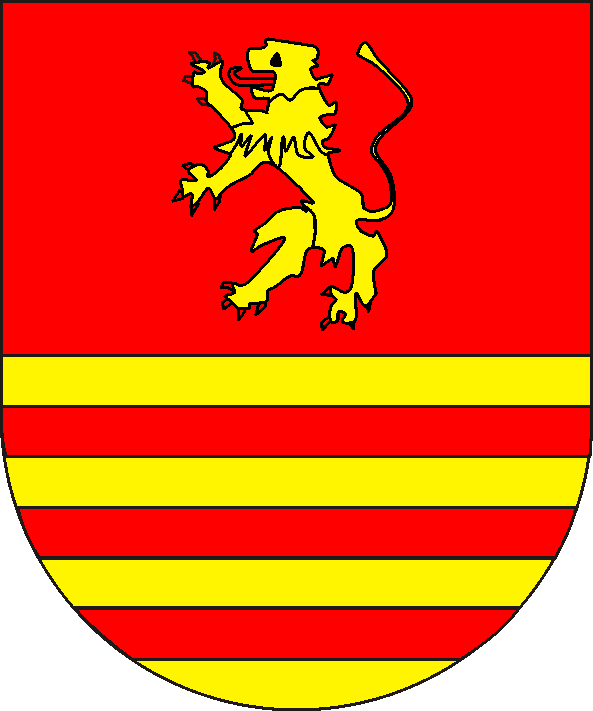
graafschap Lohra
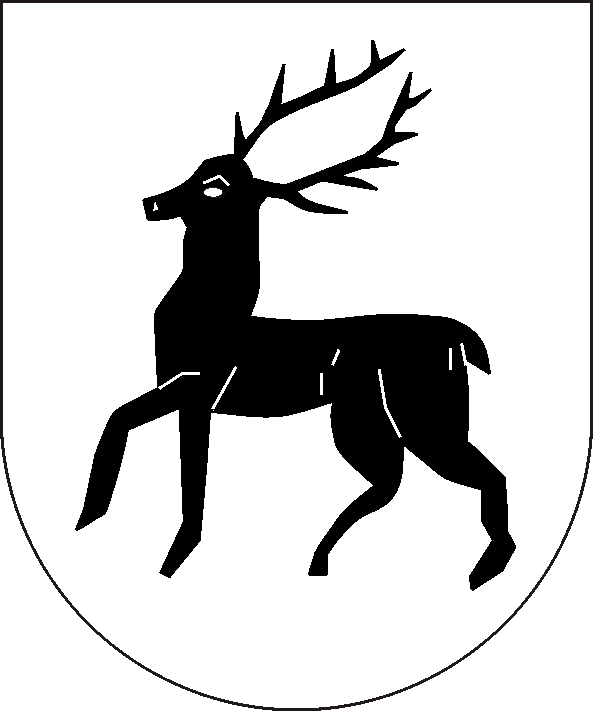
graafschap Klettenberg
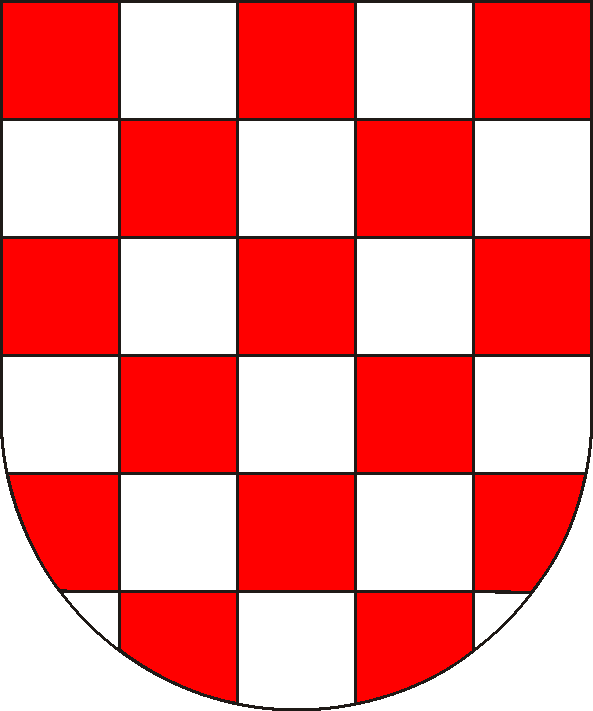
graafschap Hohnstein

## Lohra-Klettenberg na 1593
De bezitters van Lohra en Klettenberg noemden zich graaf van Hohnstein, maar de andere erfgenamen van het oude graafschap voerden die titel ook en betitelden Lohra-Klettenberg als het zogenaamde graafschap Hohnstein. Tijdens de Dertigjarige Oorlog kwamen Lohra-Klettenberg in 1625 onder bestuur van het Rijk. Vervolgens was het van 1628 tot 1632 in bezit van Christof Simon van Thun. In 1632 kwam het aan Brunswijk-Wolfenbüttel tot het in 1635 aan Christof II van Stolberg kwam. Deze verloor het in 1636 aan Willem II van Metternich.
De Vrede van Osnabrück van 1648 kende het gebied als deel van het vorstendom Halberstadt aan het keurvorstdendom Brandenburg toe. Vervolgens beleende Brandenburg van 1649 tot 1699 de graven van Sayn-Wittgenstein met Klettenberg en Lohra.

## Bezit
- stad Bleicherode
- ambten Lohra, Münchenlohra, Kleinbodungen, Nohra, Diefenborn
- dorp Friedrichsroda
- enkele adellijke goederen en dorpen

Het ambt Bodungen, dat ook tot Lohra behoorde, was als leen van het keurvorstendom Saksen in bezit van Schwarzburg-Sondershausen.